# Wilhelm Hisinger
Wilhelm Hisinger (Västmanland, 23 de diciembre de 1766-Skinnskatteberg, 28 de junio de 1852) fue un naturalista, mineralogista, físico, químico, geólogo sueco que en 1807, trabajando en coordinación con Jöns Jakob Berzelius, señaló que, en la electrólisis, una determinada sustancia siempre se depositaba en el mismo electrodo, y que las sustancias atraídas por el mismo polo o electrodo tenían otras propiedades en común. Demostró que había por lo menos una correlación cualitativa entre la naturaleza química y eléctrica de los cuerpos.
En 1803, trabajando en laboratorios independientes, Martin Heinrich Klaproth por un lado, y Berzelius y Hisinger por otro, descubrieron el elemento cerio, que fue nombrado así por el asteroide recientemente descubierto, Ceres. Fue dado a conocer casi simultáneamente en los dos laboratorios, aunque se demostró más tarde que el cerio de Berzelius y Hisinger era en realidad una mezcla de cerio y lantano, que fue llamada didimio.

## Algunas publicaciones
- Samling till en minerographie öfver Sverige I, 1790

- Samling till en mineralogisk geographie öfver Sverige 1808

- Afhandlingar i physik, chemie och mineralogie, sex band, utgiven tillsammans med Berzelius m.fl., 1806-18

- Anteckningar i physik och geognosie under resor i Sverige och Norge (1819-39)

- Esquisse d’un tableau des pétrifications de la Suède 1829; ny upplaga 1831

- Geognostisk karta öfver medlersta och södra delarne af Sverige 1832

- Handbok för mineraloger under resor i Sverige 1843

- Icones petrificatorum Sueciæ, I 1835

- Lethæa suecica seu petrificata Sueciæ iconibus et characteribus illustrata med två supplement, 1837-41.

## Honores

### Membresías
- 1804: Real Academia Sueca de Ciencias.

### Eponimia
El mineral hisingerita, un silicato de hierro, cuya fórmula es Fe3+2Si2O5(OH)4·2 H2O, lleva el nombre de Hisinger.
También existe la hisingerita de aluminio, en la que uno de los átomos de hierro se sustituye por otro de aluminio.
- La abreviatura «Hising.» se emplea para indicar a Wilhelm Hisinger como autoridad en la descripción y clasificación científica de los vegetales.[3]